# Jack Plotnick
Jack Stuart Plotnick (ur. 30 października 1968 r. w Columbus) – amerykański aktor filmowy, telewizyjny i głosowy, także komik, trener sztuki aktorskiej.
Urodzony w stanie Ohio, obecnie mieszka w Hollywood. Jest gejem. Jest znany dzięki rolom w serialach telewizyjnych Ellen oraz Buffy: Postrach wampirów. Podkładał głos pod postać Xandira P. Wifflebottoma w animowanym serialu Przerysowani. W filmie Richarda Daya Girls Will Be Girls zagrał postać drag queen Evie Harris; za tę rolę podczas The Comedy Festival w Las Vegas w 2003 r. uhonorowano go nagrodą dla "najlepszej aktorki".